# Пиннов (Уккермарк)
Пиннов (нем. Pinnow) — община в Германии, в земле Бранденбург.
Входит в состав района Уккермарк. Подчиняется управлению Одер-Вельзе. Население составляет 916 человек (на 31 декабря 2010 года). Занимает площадь 12,93 км².
| Год  | Население |
| ---- | --------- |
| 2005 | 948       |
| 2010 | 922       |